# Nicolas Constantin-Bicari
Nicolas Constantin-Bicari (Montréal, 1991. december 5. –) kanadai válogatott vízilabdázó, center, a nemzeti válogatottja csapatkapitánya.

## Sportpályafutása
1991. december 5-én született a kanadai Montréalban. Szülővárosában kezdett vízilabdázni, majd 2012-ben a CN Marseille együtteséhez szerződött, mellyel az idény végén francia bajnoki címet szerzett. 2014-ben a horvát bajnokságban szereplő Jug Dubrovnikhoz igazolt, mely csapatnál egy idényt töltött, s horvát bajnoki-, valamint Adria Liga ezüstérmet szerzett és 4. helyezést ért el a LEN-bajnokok ligájában. 2015-től a CN Marseille centere lett. 2019-től 2021-ig a Ferencváros játékosa volt.

## Eredmények

### Klubbal

#### CN Marseille
- Francia bajnokság: Aranyérmes: 2012-13, 2015-16, 2016-17; Ezüstérmes: 2013-14

#### Jug Dubrovnik
- Horvát bajnokság: Ezüstérmes: 2014-15
- LEN-bajnokok ligája: 4. hely: 2014-15

#### Ferencváros
- Magyar bajnokság
  - bronzérmes: 2021
- LEN-szuperkupa: győztes (2019)[2]

### Válogatottal
- Világbajnokság: 8. hely (Róma, 2009)
- Világliga: 7. hely (Firenze, 2011)
- Pánamerikai Játékok: Ezüstérmes: (Guadalajara, 2011)
- Világbajnokság: 10. hely (Sanghaj, 2011)
- Világbajnokság: 13. hely (Barcelona, 2013)
- Világliga: 6. hely (Dubaj, 2014)
- Világbajnokság: 9. hely (Kazany, 2015)
- Világbajnokság: 15. hely (Budapest, 2017)